# Schloss Auel

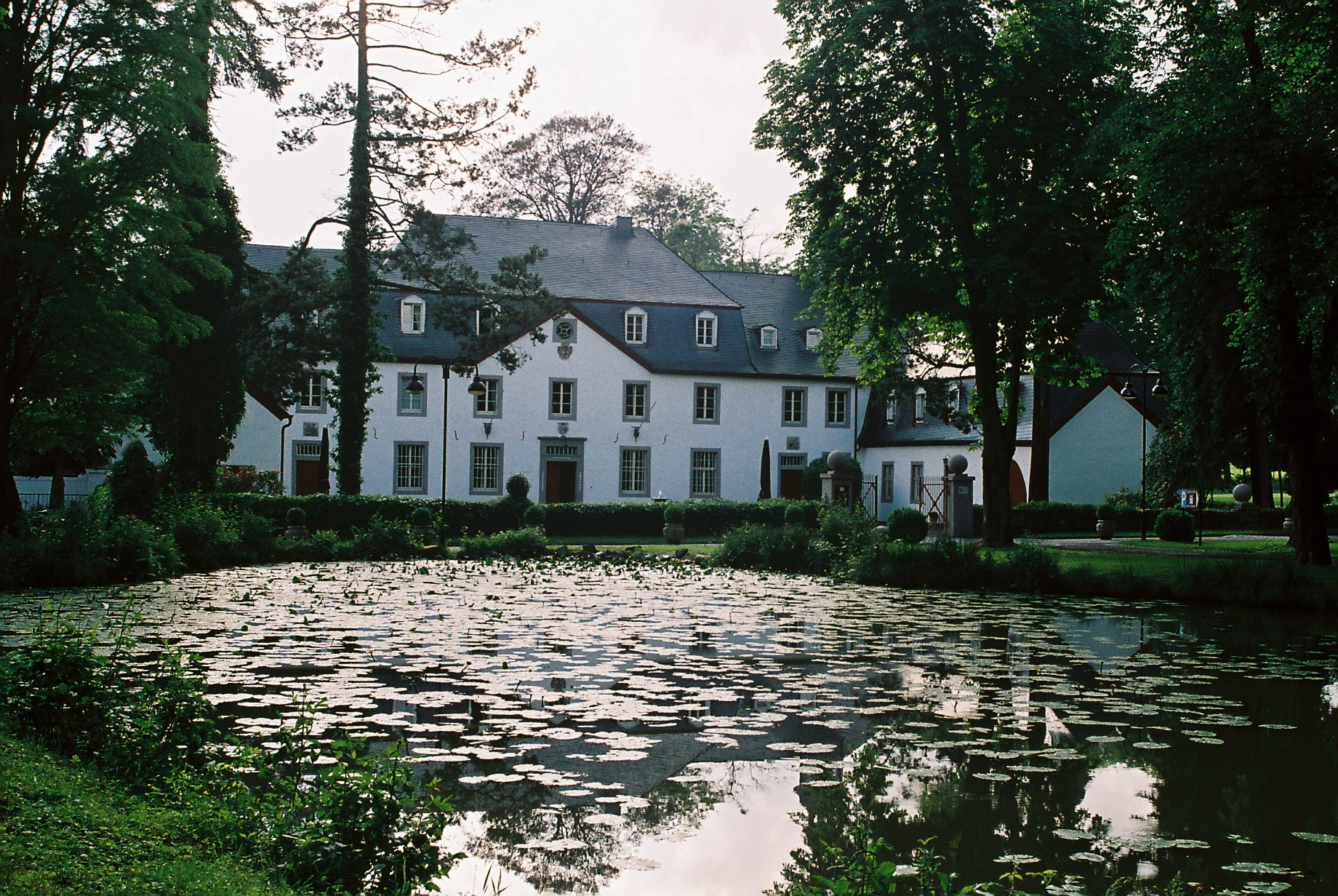
Schloss Auel

Schloss Auel steht im Norden der Stadt Lohmar. Es ist seit 1391 beurkundet. Heute wird es als Hotel mit angeschlossenem Golfplatz geführt.

## Geographie
Umliegende Ortschaften, Weiler und Höfe sind Windlöck im Norden bis Nordosten, Bachermühle, Honsbach, Honsbacher Mühle und Neuhonrath im Nordosten, Neuhonrath im Osten und Südosten, Schönenberg und Katharinenbach im Südosten, Wahlscheid im Süden und Südwesten, Scheid im Südwesten, Rosauel im Westen, Birken im Nordwesten ebenso wie Honrath und Burg Honrath.

## Gewässer
Der Birker Bach, ein rechter Nebenfluss der Agger, fließt bei Schloss Auel durch einen kleinen Park mit drei Teichen. Diese weisen eine steigende Erdkröten-, Grasfrosch- und Molchpopulation auf.

## Geschichte
Nördlich von Wahlscheid steht das Schloss Auel, das erstmals 1391 als Wasserburg unter Peter van Auel urkundlich erwähnt wurde. Später wurde es als Familiensitz der Auel (auch: „von, vam Mauel“, d. i. „von dem Auel“) von Meuchen und derer von Proff zu Menden genannt.
Das jetzige Haupthaus wurde 1763 erbaut. Seit der Heirat von Philippe de la Valette mit Franziska von Broë im Jahr 1818 befindet sich Schloss Auel im Besitz der Familie von La Valette-St. George.

## Mit dem Schloss verbundene Persönlichkeiten

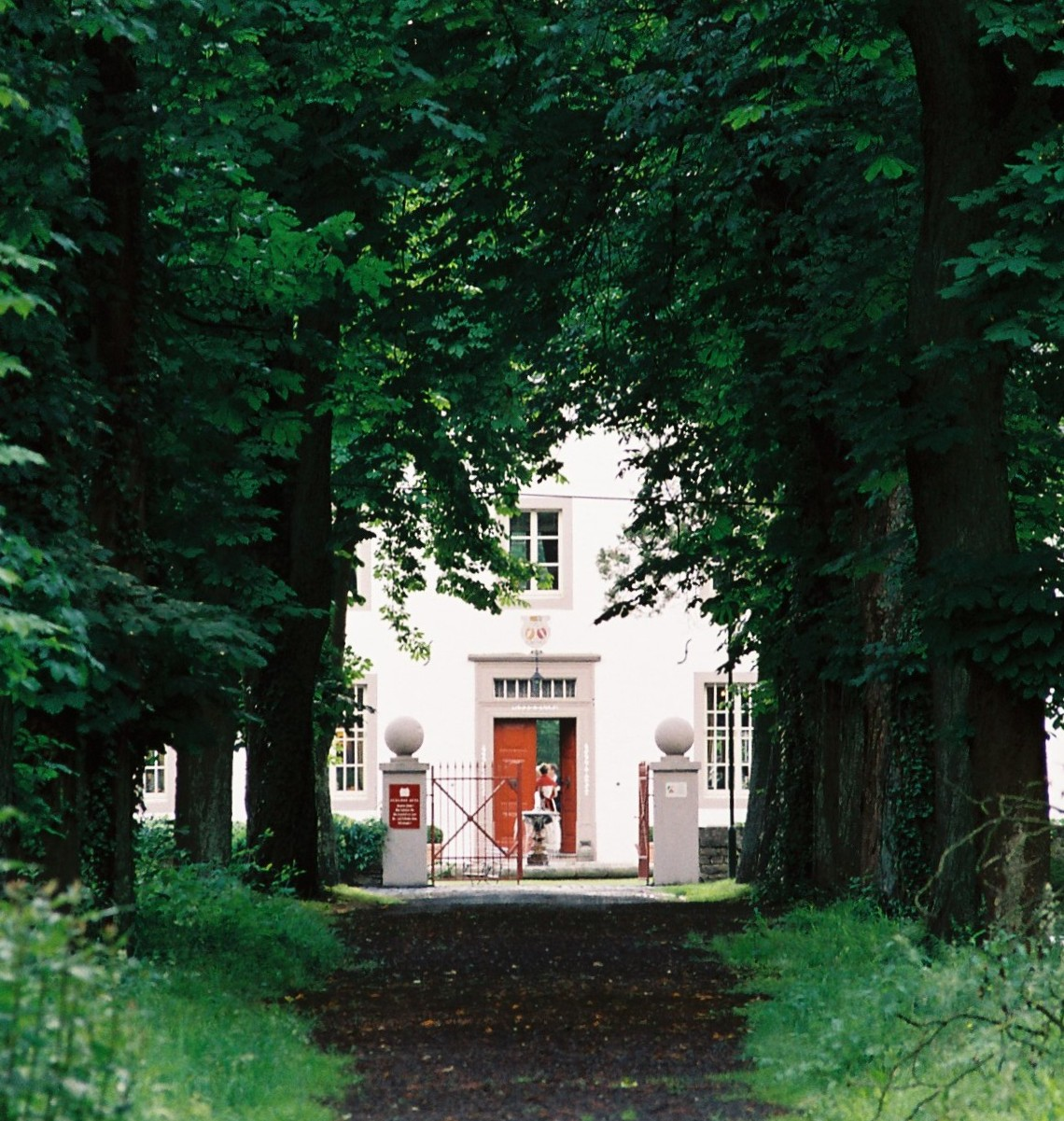
Ehemalige Zufahrt durch die Allee

Die dem französischen Uradel entstammende Familie nennt als ihren berühmtesten Spross den Großmeister des Johanniter- und späteren Malteserordens Jean de la Valette. Er verteidigte 1565 die Insel Malta erfolgreich gegen den Angriff der Osmanen unter Soliman II. Ihm zu Ehren wurde die von ihm gegründete und zum Großteil erbaute Hauptstadt Valletta genannt.
Mehrere wichtige Persönlichkeiten der Weltgeschichte besuchten seitdem das Schloss. Unter anderem Zar Alexander I. von Russland und der spätere Kaiser Wilhelm II. waren dort zu Gast.
Das Leben von Adolph von La Valette-St. George (1831–1910), Zoologe und Anatom in Bonn, begann und endete auf Auel.
Johann Gregor Breuer (1821–1897) hat einige Jahre seiner Kindheit auf Schloss Auel verbracht, wo sein älterer Bruder als Hauslehrer arbeitete. Er ist Gründer des ersten Gesellenvereins in Elberfeld (1846) und Wegbereiter des Kolpingwerkes
Soraya Esfandiary Bakhtiary war des Öfteren mit ihren Eltern zu Gast.

## Heutige Nutzung

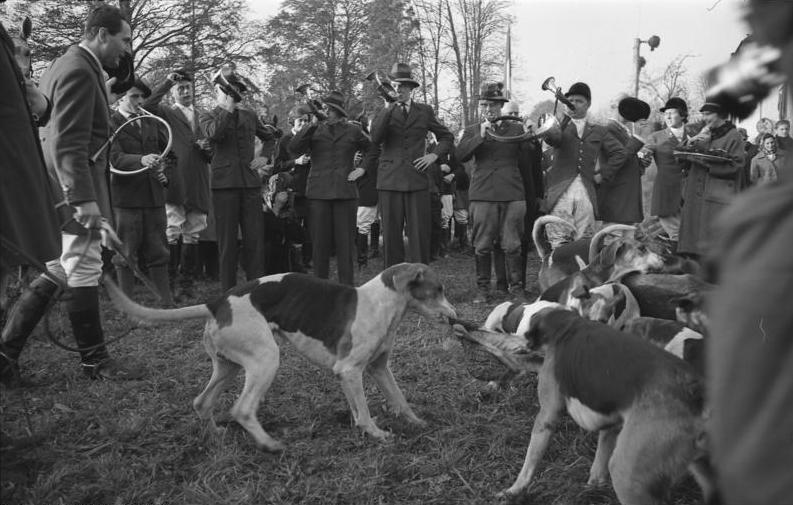
Hubertus-Jagd auf Schloss Auel (1961)

Seit 1951 wird Schloss Auel als Hotel mit Restaurant geführt. Ein Golfplatz mit öffentlichem Bistro ist ebenfalls angegliedert. Durch die eigene Schlosskapelle (Sankt Johannes Nepomuk) ist Schloss Auel als Ort für Trauungen und Taufen bekannt.

## Verkehr
Schloss Auel liegt direkt an der Bundesstraße 484. Es ist über die Linie 557 (Siegburg – Lohmar – Donrath – Wahlscheid – Overath) sowie die Linie 558 (Siegburg – Lohmar – Donrath – Scheiderhöhe – Durbusch – Wahlscheid) an den ÖPNV angebunden.
Die nächstgelegenen Haltestellen sind Schlossstraße und Rosaueler Weg. Schloss Auel liegt im Tarifgebiet des Verkehrsverbund Rhein-Sieg (VRS).